# バクトロサウルス
バクトロサウルス( Bactrosaurus)は鳥盤目鳥脚亜目ハドロサウルス科に属する植物食性の恐竜の属。中華人民共和国の上部白亜系から化石が産出した。